# Ван Гансевинкель, Марлен
Марлен ван Гансевинкель (нидерл. Marlene van Gansewinkel; род. 11 марта 1995, Тилбург, Северный Брабант) ― нидерландская легкоатлетка-паралимпиец. Четырехкратный серебряный призёр чемпионатов мира в 2017 и 2019 годах. Два раза выиграла бронзовую медаль на Паралимпийских играх в 2016 и 2020 годах.

## Биография
Родилась 11 марта 1995 года в городе Тилбург, Нидерланды. Она родилась без нижней левой ноги и нижней части левой руки.

### Спортивная карьера
В начале своей карьеры она выступала спортсменкой класса T44. В 2014 году участвовала в женских бегах на 100 метров T44, 200 метров T44 и 400 метров T44 на чемпионате Европы по легкой атлетике 2014 года, проходившем в Суонси, Уэльс. Она упустила возможность выиграть медаль, так как финишировала на 4-м месте во всех трех дисциплинах. На чемпионате мира IPC по легкой атлетике 2015 года, который проходил в Дохе (Катар), выиграла серебряную медаль в прыжках в длину T44 среди женщин.
Марлен участвовала в Летних Паралимпийских играх 2016 года в Рио-де-Жанейро (Бразилия), где выиграла бронзовую медаль в прыжках в длину среди женщин в классе T44. Она также участвовала в беге на 100 метров T44 среди женщин, где заняла 7-е место.
В начале 2018 года Всемирная паралимпийская легкая атлетика внесла изменения в классификацию, и с этого года она соревнуется как спортсменка с классификацией T64, класс специально для спортсменов с одной ампутацией ниже колена. В том же году она выиграла золотую медаль как в беге на 100 метров в классе Т64, так и в беге на 200 метров в классе Т64 среди женщин на чемпионате Европы по паралимпийской легкой атлетике 2018 года, который проходил в Берлине (Германия). На 100 м она также установила новый мировой рекорд — 12,85 секунды.
В 2019 году выиграла серебряную медаль в беге на 100 метров в классе T64 среди женщин на чемпионате мира по паралимпийской легкой атлетике, который проходил в Дубае (Объединенные Арабские Эмираты). Также выиграла серебряную медаль в соревнованиях по прыжкам в длину T64 среди женщин. Она была дисквалифицирована в беге на 200 метров T64 среди женщин за выбег с дорожки.
В 2021 году выиграла золотую медаль в беге на 200 метров в классе T64 среди женщин на чемпионате Европы по паралимпийской легкой атлетике 2021 года, который проходил в Быдгоще (Польша). Также выиграла серебряную медаль в беге на 100 метров в Т64 и прыжках в длину среди женщин в Т64. В прыжках в длину она установила новый личный рекорд — 5,82 метра.
На летних Паралимпийских играх 2020 года в Токио (Япония) выиграла бронзовую медаль в прыжках в длину среди женщин в классе T64.

## Награды
В 2018 году она выиграла приз голландской паралимпийской спортсменки года. [16]